# Журавська стоянка
Журавська стоянка — стародавнє поселення (ХІІ-Х тис. до н. е.) на лівому березі р. Удай у с. Журавці Варвинського району Чернігівської області.
Досліджувалася М. Рудинським у 1927—1930 роках.
Залишки Журавської стоянки залягали в лесовидному суглинку у вигляді невеликих скупчень розщеплених кременів та кісток степових тварин (байбак та інші).
Серед крем'яних виробів переважають дрібні вістря, різці, пластинки, скребки і скобелі, близькі до виробів степових пізньопалеолітичних стоянок.
Журавська стоянка датується по-різному — від початку пізнього палеоліту до раннього мезоліту. Ймовірно, вона залишена однією з пізньопалеолітичних груп населення Північного Причорномор'я, яка проникла далеко на північ у пошуках об'єктів для полювання.
Скупчення культурних залишків утворилися на місцях короткочасних (сезонних) наметоподібних жител.